# Spilosoma fumida
Spilosoma fumida là một loài bướm đêm thuộc phân họ Arctiinae, họ Erebidae.